# Tectarchus salebrosus
Tectarchus salebrosus is een wandelende tak uit de familie Phasmatidae. De wetenschappelijke naam van deze soort is voor het eerst voorgesteld als Pachymorpha salebrosa door Frederick Wollaston Hutton in een publicatie uit 1899.
De soort komt alleen op Zuidereiland (Nieuw-Zeeland) voor.